# Antonio Pacchioni
Antonio Pacchioni (24 juin 1664 Reggio d'Émilie - 5 novembre 1726 Rome) est un médecin et anatomiste italien.

## Biographie
Né en 1664 à Reggio, Antonio Pacchioni réunit de bonne heure l’étude des mathématiques et de la philosophie spéculative à celle de la médecine et se distingua dans ces trois sciences. Devenu docteur, il fut attiré à Rome par Marcello Malpighi, qui se l’adjoignit dans la pratique médicale. Les progrès du disciple furent rapides, et bientôt son maître l’indiqua aux habitants de Tivoli, ou l’élève exerça la médecine avec un tel succès, qu’au bout de six ans la réputation qu’il s’était acquise le ramena dans Rome. Giovanni Maria Lancisi brillait dans cette capitale et comme praticien et comme anatomiste ; il devint l’ami de Pacchioni, qui fut dès lors associé à ses travaux. Pacchioni disséquait avec une grande habileté et dut lui être fort utile. Travaillant ensuite pour son propre compte, il fit de nombreuses dissections, et ses recherches se dirigèrent spécialement sur le cerveau en général et sur la dure-mère en particulier. Il étudia les fibres de cette membrane, et il établit qu’elles sont musculaires comme celles du cœur, auquel la dure-mère ressemble, sous ce rapport qu’elle partage le cerveau en quatre cavités ou ventricules. Outre la découverte d’une foule de rapports anatomiques de la dure-mère, soit avec la pie-mère, soit avec la masse encéphalique, soit avec les cordons nerveux, soit avec le crâne, Pacchioni fit celle des glandes lymphatiques propres à la première de ces membranes, situées aux environs du sinus longitudinal du cerveau. La physiologie eut part aussi à ses recherches ; il fit une foule d’expériences au moyen desquelles il reconnut que la dure-mère jouit de la sensibilité et de l’irritabilité musculaire. Baglivi a combattu ses assertions sur la nature musculaire de la dure-mère. Quoi qu’il en soit, Pacchioni figure au rang des anatomistes investigateurs les plus distingués du XVIIe siècle, bien que, depuis, quelques-unes de ses théories aient été rangées parmi les hypothèses. Il mourut à Rome en 1726.

## Œuvres
- De duræ matris fabrica et usu disquisitio anatomica, Rome, 1701, in-8° ;
- Dissertatio epistolaris de glandulis conglobatis duræ meningis humanæ, indeque ortis lymphaticis ad piam meningem productis, ibid., 1705, in-8° ;
- Disputationes binæ illustrandis duræ-meningis et ejus glandularum structuræ atque usibus concinnatæ, ibid., 1713, in-8°, avec les réponses de Fantoni, à qui ces dissertations étaient adressées ;
- Dissertationes physico-anatomicæ de dura meninge humana, novis experimentis et lucubrationibus auctæ et illustratæ, ibid., 1721. Les ouvrages de Pacchioni ont été réunis et publiés à Rome, 1741, in-4°, sous le titre d’Opera omnia, avec figures.